# Bunlue Thongkliang
Bunlue Thongkliang (thailändisch บรรลือ ทองเกลี้ยง, * 6. Mai 1995) ist ein thailändischer Fußballspieler.

## Karriere
Bunlue Thongkliang spielte seit mindestens 2015 für den Suphanburi FC. Der Verein aus Suphanburi, einer Stadt in der Provinz Suphanburi, spielte in der höchsten thailändischen Liga, der Thai Premier League. 2015 absolvierte er für Suphanburi vier Erstligaspiele. Die Saison 2018 wurde er an den Angthong FC ausgeliehen. Mit dem Verein aus Ang Thong spielte er in der zweiten Liga, der Thai League 2. Am Ende der Saison musste er mit Angthong in die dritte Liga absteigen. Anfang 2019 unterschrieb er einen Vertrag beim Bangkok FC. Der Bangkoker Verein spielte in der dritten Liga, der Thai League 3, in der Upper Region. Nach dem zweiten Spieltag der Saison 2020 wurde die Saison wegen der COVID-19-Pandemie unterbrochen. Nach der Unterbrechung spielte er mit Bangkok in der neugeschaffenen dritten Liga in der Bangkok Metropolitan Region. 2022 und 2023 wurde er mit dem Verein Vizemeister der Region. Die Saison 2023/24 feierte er mit dem Bangkok FC die Meisterschaft der Region sowie den Aufstieg in die zweite Liga.

## Erfolge
Bangkok FC
- Thai League 3 – Bangkok Metropolitan: 2023/24  ▲